# Werneckhof

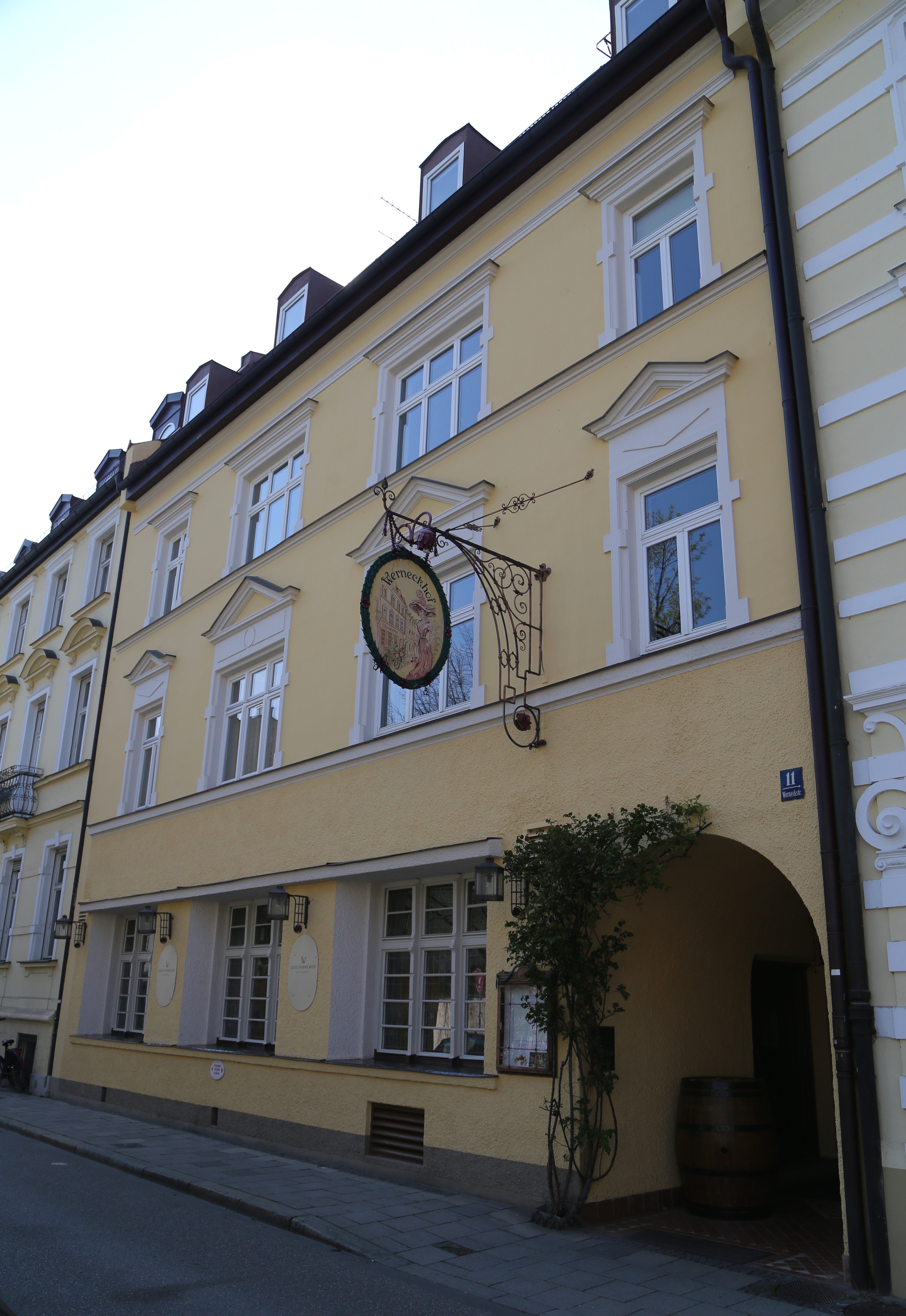
Werneckhof

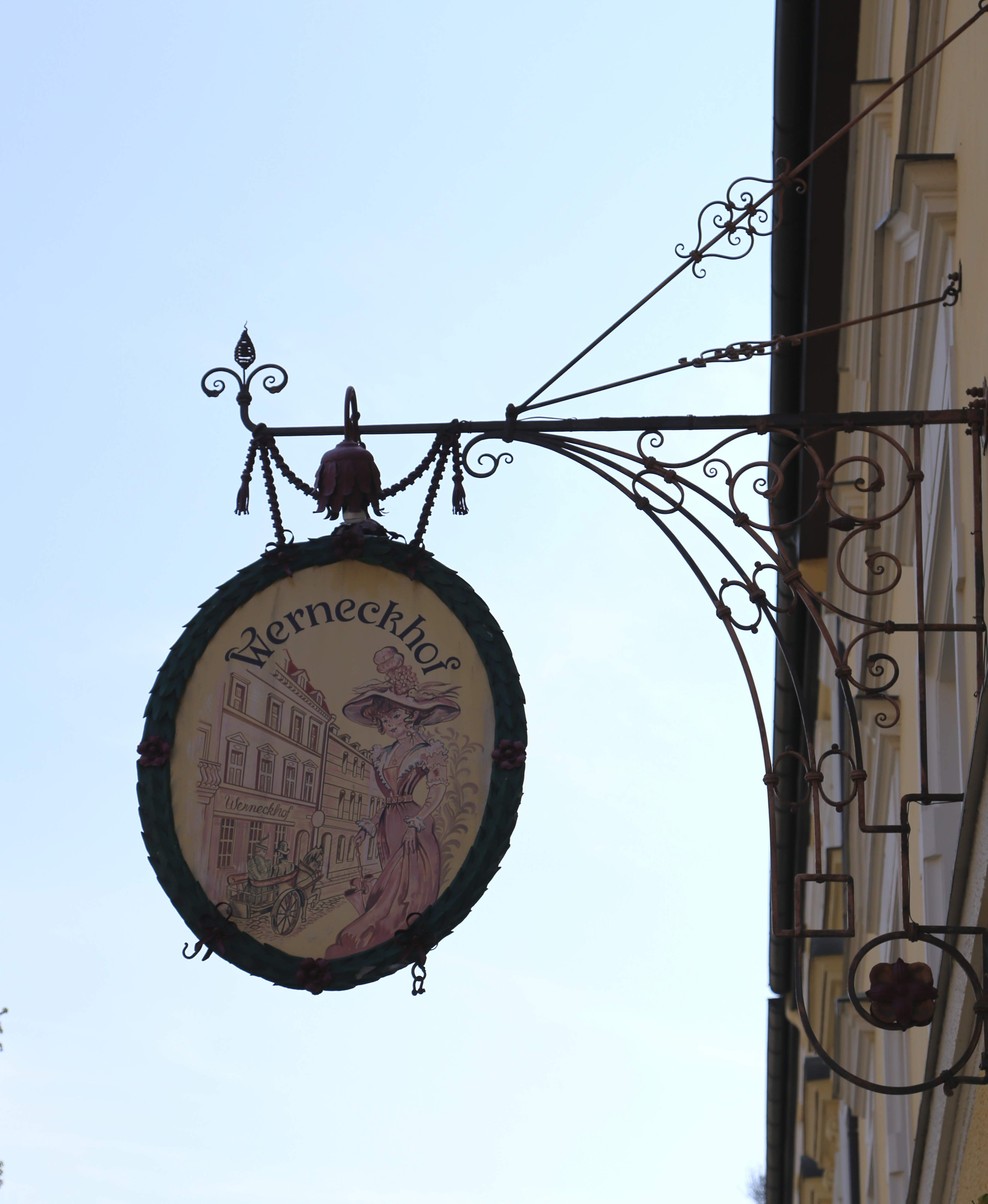
Nasenschild des Werneckhofs

Der Werneckhof ist ein Restaurant in München-Schwabing. Das Haus wurde um 1880 im Stil der Neurenaissance gebaut und ist als Baudenkmal eingetragen, das Erdgeschoss wurde um 1910/20 umgestaltet.
Seit 2014 wird die Küche mit einem oder zwei Michelinsternen ausgezeichnet, erst unter Tohru Nakamura, seit 2022 unter Sigrid Schelling.

## Geschichte
Der Werneckhof in der Werneckstraße 11 war über 100 Jahre ein Münchener Traditionsrestaurant. Der Name erinnert an Reinhard von Werneck, der 1798–1803 Direktor des 250 Meter entfernten Englischen Gartens war. Das Haus mit dem Lokal gehört einer Stiftung.
Im Oktober 2011 wurde das Restaurant unter Leitung der Münchner Hotel- und Gastronomie-Familie Geisel Privathotels wiedereröffnet, die auch das Hotel Excelsior mit Geisels Vinothek, das City-Hotel Cosmopolitan in Schwabing und bis 2021 das Hotel Königshof bewirtschaften. Küchenchef war Michael Hüsken.
Im Frühjahr 2013 wurde Tohru Nakamura Küchenchef in Geisels Werneckhof. 2014 wurde das Restaurant mit einem Michelinstern ausgezeichnet, ab 2016 wird mit zwei Michelinsternen.
Aufgrund der Corona-Pandemie musste Geisel Privathotels das Restaurant im Juni 2020 aufgeben.
Im Juli 2021 machte sich Sigrid Schelling mit dem Restaurant Werneckhof Sigi Schelling selbstständig. 2022 wurde das Restaurant mit einem Michelinstern ausgezeichnet.

## Auszeichnungen
- 2014: Ein Michelinstern für das Geisels Werneckhof unter Tohru Nakamura
- 2016: Zwei Michelinsterne für das Geisels Werneckhof unter Tohru Nakamura

- 2022: Ein Michelinstern für das Restaurant Werneckhof Sigi Schelling unter Sigrid Schelling